# ويس كيتس
ويس كيتس (بالإنجليزية: Wes Cates)‏ هو لاعب كرة قدم كندية أمريكي، ولد في 3 أكتوبر 1979 في كولومبوس في الولايات المتحدة.